# Basílica de Santa Isabel de Hungría (Breslavia)
La basílica de santa Isabel de Hungría (en polaco: Bazylika św. Elżbiety) es una iglesia católica de Polonia de la Tercera Orden de San Francisco edificada en la Edad Media en la ciudad de Breslavia.
La estructura se remonta al siglo XIV, cuando la construcción fue encargada por la ciudad. La torre principal, rematada por una estilizada aguja de estilo gótico, tenía originalmente 130 metros de altura. La iglesia fue dañada por una fuerte tormenta en 1529, que destruyó la torre. Reconstruida entre 1531 y 1535 en estilo renacentista, ahora tiene 91,5 metros y existe una plataforma de observación en la parte superior, abierta al público. La iglesia también fue afectada por un incendio en 1976, que destruyó el órgano.
Desde 1525 hasta 1946, santa Isabel fue la cabeza de la iglesia luterana de Breslavia y de Silesia. En 1946 fue expropiada y entregada a la Capellanía Militar de la Iglesia católica en Polonia.
En 1999 se erigió en la iglesia un memorial en reconocimiento al pastor Dietrich Bonhoeffer, nativo de la ciudad y mártir de la causa antinazi.

## Galería
|                                                             |
| La torre de la iglesia de santa Isabel vista desde la base. |

| |
| La Iglesia de santa Isabel del siglo XIV; ilustración del siglo XV-XVI, con la aguja de 130 m de aguja. |